# マルコ・ビゾット
マルコ・ビゾット（Marco Bizot、1991年3月10日 - ）は、オランダ・ホールン出身のサッカー選手。アストン・ヴィラ所属。ポジションはGK。オランダ代表。

## クラブ経歴
オランダのホールンで生まれ、9歳の時にアヤックス・アカデミーのユースカテゴリーであるE-2に入団した。2010-11シーズンにヨング・アヤックスに昇格し、翌シーズン、オランダ2部のSCカンブール・レーワルデンにレンタル移籍した。
2012年6月14日、FCフローニンゲンに移籍した。2シーズンの在籍でリーグ戦50試合に出場し、自身の評価を高めた。
2014年6月22日、初の国外挑戦となったKRCヘンクに3年契約で移籍した。
2017年5月10日、ニューカッスル・ユナイテッドFCに移籍したティム・クルルの代役としてAZアルクマールに加入した。2017-18シーズン、リーグ戦最多クリーンシートを記録した。
2021年8月4日、スタッド・ブレスト29と3年契約を結んだ。
2025年7月15日、プレミアリーグ、アストン・ヴィラへの加入を発表。